# مركز السلامة
مركز السلامة هو مركز أمان تفاعلي مبني لغرض محدد في ميلتون كينز. افتتح في عام 1994. ويوفر في المقام الأول التثقيف بشأن السلامة لزيارة المدارس ومجموعات الشباب من خلال العروض التفاعلية الكاملة الحجم،   والمعروفة باسم زقاق المخاطر.كما يوفر خدمة مجتمعية أوسع من خلال دورات للكبار في الإسعافات الأولية والسلامة من الحرائق، فضلا عن توفير دروس المتابعة للمدارس من خلال طاقم التدريس الداخلي. وهي مؤسسة خيرية مسجلة مقرها في وحدة صناعية في كيلن فارم وميلتون كينز

## رواق المخاطر
يشغل زقاق المخاطر معظم مساحة الطابق في الوحدة، وهوعبارة عن 'مجموعة' تفاعلية كاملة الحجم حيث يتم محاكاة العديد من سيناريوهات السلامة. وهو يتألف من شارعين ومنطقة بحيرة ومزرعة (كلها بداخله)، يوجد فيها اثنا عشر سيناريو في المجموع. يتم زيارة كل سيناريو بدوره بواسطة المجموعات، بقيادة متطوع  استرشادى تقضي المجموعات عشر دقائق على كل سيناريو، مما يجعل متوسط الجلسة ساعتين
تحتوي المجموعات عادة على ستة أطفال، يرافقهم أحد مرشدي المركز. الأطفال في سن المدرسة عادة ما يكونون في السنة الثالثة (من سن 7-8) والسنة السادسة (العمر 10-11)، ولكن يمكن أن يختلف في أي مكان ما بين سنتين وسبعة أعوام. تسمى كل جلسة «جولة» حيث تكون هناك ثلاث فرص لكل عضو في المجموعة (في أزواج) لمحاولة محاكاة طلب رقم الطوارئ 999 . وهذا مصمم لبناء ثقتهم في حالة وجود حالة طوارئ حقيقية موجودة في أي وقت حالى.
السيناريوهات هي كما يلي:

### محاكاة النار
يناقش الأطفال أهمية أجهزة إنذار الدخان، وماذا تفعل في حالة نشوب حريق. يحاول طفلين استدعاء الرقم  999.

### وصف لمظهر خطر داخل المنزل
وبشكل أخص المخاطر التي يتعرض لها الأطفال الصغاركأعواد السجائر المشتعلة والكحول. يحتوي المظهرعلى غرفة معيشة ومنطقة مطبخ.

### سينما
يتم إعطاء المدارس حق الخياربين اثنين من أشرطة الفيديو التفاعلية: فيلم يصور عواقب التخريب أو مسابقة تفاعلية حول سلامة الإنترنت وخاصة في غرف الدردشة.
موقع البناء الأطفال مدعوون للتعرف على عشرة أخطار كبيرة موجودة في مواقع البناء، وكذلك مناقشة التدابير التي يمكن اتخاذها للحد من الخطر. تكرر مظهر 'حرق سيارة' كرسالة السلامة من الحرائق، وقام طفلين بإجراء اتصال999.

### سلامة الطرق
يتم عرض الأطفال على  مظهر توقف المسير، ومحاولة عبور 'الطريق' باستخدام معبر البجع متكامل الحجم. يتم توضيح أهمية الملابس الفوسفورية العالية الوضوح والخوذات  الخاصة بالدراجات.

### كراج
يمر الأطفال من السكة الحديدية إلى محطة وقود مملوءة باستخدام معبر التقاطع المخطط (الحمار وحشي)، يناقشون المخاطر التي تشكلها السيارات عالية الكثافة على الساحة الأمامية وتستكشف المجموعة التخزين الآمن للبنزين  واستخدام خطوط جوية عالية الضغط  وسائد هوائية  ومقاعد معززة وأحزمة أمان للمقعد  ومخاطر التدخين أو استخدام الهواتف المحمولة في محطة بنزين. يتم تلخيص الرسائل الرئيسية من خلال اختبار تفاعلي قصير يستخدم الهواتف المحمولة للسماح للأطفال بالإجابة على الأسئلة.

### ممر/زقاق مظلم
تقوم المجموعة باستكشاف الزقاق الضيق والتعرف على أخطاره  مثل القمامة والمحاقن المهجورة والغرباء
«علامات الإنذار المبكر» تظهر أيضا ردود فعل جسدية على الخوف مثل القفز أو التعرق.

### الماء
تزور المجموعات بحيرة (بصورة منفصلة على حديقة ويلين القريبة)، تصادف وجود شخصاً قد سقط في الماء - مما دفع الباقي إلى إجراء مكالمة 999. على  مجموعات الشتاء مناقشة مخاطر البحيرات الجليدية، فضلا عن الإشارة إلى مخاطر مختلفة مثل العمق والتلوث. ويلفت الانتباه أيضا إلى مخاطر خطوط الصيد بالقرب من الكابلات العلوية ذات الجهد العالي، فضلا عن مناقشة الأخطار التي تشكلها بوابات القفل.

### الإسعافات الأولية
يسمح الفيديو التفاعلي للأزواج بتجربة  وضع  الاستشفاء.

### المزرعة
تناقش عدة مخاطر - مثل المواد الكيميائية الخطرة (بما في ذلك الحاويات غير المسماة /التي لاتحتوى على علامات تجاريه) والحيوانات العاملة والالات الثقيلة ويشمل المظهر التوضيحي على مزيج من اله الحصاد وصومعة الغلال

### التسوق
يستكشف الأطفال مسؤوليتهم الشخصية في مسائل هامة  مثل سرقة السلع من المتاجر ويتم توضيح عدة طرق للوقاية من السرقة وتقوم المجموعات بمناقشة مصادر مختلفة للتشاور في حالة حدوث ضغوط على الأقران أو تنمر من قبل الافراد.
يهدف مركز السلامة إلى إظهار المخاطر بطريقة تفاعلية للغاية باستخدام التجارب العملية النشطة كأسلوب تعلم أكثر فعالية من التدريس في الفصول الدراسية  تتمثل سياستها في توضيح المواقف الخطيرة والطرق التي يمكن من خلالها منع المخاطر، وتجنب فعليًا شرح طرق مكافحة المخاطر الجسدية، مثل إخماد الحرائق - والتي قد تدفع معرفتها الطفل إلى وضع نفسه موضع خطر  من خلال اتخاذ قرارات لمحاربة النيران بنفسه بدلًا من اخلاء المكان وترك الأمر للمسؤلين  لمكافحة هذه المشكلة تتمثل رسالته الرئيسية في وضع سلامة الأطفال الشخصية على رأس الاولويات.

## التأثير والفعالية
يتمتع مركز السلامة بشخصية بارزة عبر ميلتون كينز وباقى المنطقة على نطاق واسع. وبسبب غرضها المتخصص  لا يوجد سوى عدد قليل من المراكز المماثلة في البلاد وبالتالي يوجد بها منطقة تجمعات مياه واسعة للغاية بما في ذلك باكينجهامشاير ونورثامبتونشاير وأوكسفوردشيلر وبيدفوردشير وهرتفوردشير وشمال لندن. وتقوم العديد من المدارس بزيارتها بشكل سنوى  يعرف اسم زقاق المخاطر  بين الأطفال والطلاب الذين يتذكرون زياراتهم. وظهرت بعض من مجموعات المعجبين على التطبيقات الالكترونية مثل موقع فيسبوك وعاد العديد من الشباب كمرشدين متطوعين
لأن هدفها الأساسي هو منع المخاطر والإصابات؛ فإنه من المستحيل قياس المدى الحقيقي لفعالية مركز السلامة. ومع ذلك هناك العديد من الأمثلة في الصحافة المحلية للأطفال تجنب الحوادث باستخدام المعرفة التي تعلموها في زقاق المخاطر.  

## الموقع
https://www.safetycentre.co.uk/